# Московская Центральная телефонная станция Шведско-Датско-Русского телефонного акционерного общества
Московская Центральная телефонная станция Шведско-Датско-Русского телефонного акционерного общества — здание в центре Москвы (Милютинский пер., д. 5). Здание телефонной станции было построено в начале XX века Шведско-Датско-Русским телефонным акционерным обществом. На тот момент оно являлось самым высоким гражданским сооружением города (76 м). Здание Центральной телефонной станции имеет статус объекта культурного наследия регионального значения.

## История
В начале XX века, учитывая растущую потребность москвичей в телефонной связи, Шведско-Датско-Русское телефонное акционерное общество приступило к возведению Центральной городской станции с очень внушительной для того времени суммарной мощностью в 60 000 абонентов. К проектированию и строительству станции на специально выкупленном в Милютинском переулке участке удалось привлечь Ларса Магнуса Эрикссона, основателя всемирно известной компании Эриксон, имевшего опыт монтажа аналогичной станции в Стокгольме. Техническая документация проекта разрабатывалась в Швеции специалистами его компании. Там же, на стокгольмском заводе фирмы, были произведены отдельные узлы и фрагменты технического оснащения будущей станции. Окончательная сборка осуществлялась в Москве и частично — на Эрикссоновской фабрике в Петербурге. Для монтажа оборудования из Стокгольма приезжали шведские мастера и высококвалифицированные рабочие.
В 1901 году архитектор А. Ф. Мейснер разработал первый проект шестиэтажного здания телефонной станции. Но в итоге строительство началось по другому проекту архитектора А. Э. Эрихсона. Это была квадратная в плане башня в неоготическом стиле, расположенная в глубине участка. Официальное открытие Центральной телефонной станции состоялось в октябре 1904 года.
В 1907—1908 годах, в ходе второго этапа строительства, было возведено восьми-девятиэтажное здание с подвалом, расположенное по красной линии переулка. Автором проекта был архитектор О. В. Дессин, строительство велось конторой Ф. Ф. Миритца и И. И. Герасимова. Здание было возведено на основе железобетонного каркаса. Имея высоту 76 м, оно стало самым высоким на тот момент гражданским сооружением города. Нижняя часть нового здания несколько отличается от первой очереди. В оформлении использованы скандинавские готические мотивы. Оно имеет глухие стены с арками-нишами и резными башенками на торцах крыши. Парадный фасад, выходящий на переулок, симметричен. В его центре — полукруглая арка, облицованная красным гранитом. По краям арки гротескные скульптуры разгневанного мужчины и весёлой женщины, разговаривающих по телефону.
Телефонная станция стала одной из самых технически оснащённых в мире. Журнал «Нива» писал, что станция «является последним словом техники и строительного искусства. До сих пор стокгольмская станция считалась первой по внутреннему оборудованию, но московская станция превзошла её во всех отношениях». Одним из новшеств была прокладка телефонного кабеля под землёй (до этого сигнал передавался по телеграфным проводам). На станции работало около 1000 телефонисток.
Во время Октябрьского вооружённого восстания 1917 года телефонная станция была занята юнкерами, которые отключили телефоны ревкома и полков большевиков. В связи с большой важностью станции, большевики под командованием Г. А. Усиевича начали военную операцию по её захвату. Было решено вместо артиллерии использовать пулемёты и бомбомёт, который расположили в строящемся доме № 20. После трёх дней боёв юнкера были вынуждены сложить оружие. В память об этих событиях на фасаде здания была установлена мемориальная доска.
Позднее в здании размещался Центральный московский телефонный узел. В 1937 году там впервые в стране была установлена аппаратура точного времени, благодаря которой можно узнать время, позвонив по телефону. Сейчас в здании размещается один из офисов ПАО МГТС. Здание внесено в Красную книгу Архнадзора (электронный каталог объектов недвижимого культурного наследия Москвы, находящихся под угрозой).